# Pine River (hrabstwo Waushara)
Pine River – jednostka osadnicza w Stanach Zjednoczonych, w stanie Wisconsin, w hrabstwie Waupaca.